# Waco (producent muzyczny)
Waco, właściwie Wacław Michał Gołdanowski (ur. 26 marca 1979) – polski producent muzyczny, inżynier dźwięku, multiinstrumentalista, wokalista, raper, autor tekstów i wydawca, związany z warszawską sceną hip-hopową, zwłaszcza ze środowiskiem ZIP Składu.
Współpracował z takimi wykonawcami, jak WWO, Płomień 81, Stare Miasto, Hemp Gru, Ania Dąbrowska, Grammatik, JWP, Mor W.A., Wojtas, Slums Attack, Pono, czy Pezet.

## Wybrana dyskografia
Albumy
| Tytuł           | Dane dot. albumu                          | Pozycja na liście | Sprzedaż        |
| Tytuł           | Dane dot. albumu                          | POL               | Sprzedaż        |
| --------------- | ----------------------------------------- | ----------------- | --------------- |
| Świeży materiał | - Data: 29 czerwca 2001 - Wydawca: Prosto | 16                | - POL: 11 tys.+ |

Single
| „Czas dokonać wyboru”             | 2001 | – | Świeży materiał |
| „Tak to wygląda” (gościnnie: WWO) | 2002 | 8 | Świeży materiał |
| „–” singel nie był notowany.      |      |   |                 |

Inne
| Album                                        | Rok  | Uwagi | Źródło |
| -------------------------------------------- | ---- | --- | ------ |
| Płomień 81 – Nasze dni                       | 2000 | wokal w utworze „Historia z sąsiedztwa” oraz produkcja i wokal w utworze „Znowu Się Spóźniłem” | [ 7 ]  |
| Stare Miasto – Minuty                        | 2001 | koprodukcja oraz gościnnie rap w utworze „Bez umiaru” | [ 8 ]  |
| Ania Dąbrowska – Samotność po zmierzchu      | 2004 | gitara w utworze „Tylko słowa zostały” | [ 9 ]  |
| Waco Records Sampler 2006 Vol.1 (kompilacja) | 2006 | produkcja utworów „Bez eskorty”, „Saga”, „Prototyp”, rap w utworze „Czego ci brak”, produkcja oraz rap w utworze „Promuj męskie” | [ 10 ] |
| Pono – Tak to widzę                          | 2006 | miksowanie, mastering, koprodukcja, gitara basowa i syntezator w utworze „Braterstwo”, wokal w utworach „Nowy ład”, „A idź ty” i „Mentalność”                                                                                           | [ 11 ] |
| Hardkorowe Brzmienie – Mamy to co chcemy     | 2006 | miksowanie, mastering, gościnnie rap w utworach „Wierzę” i „Czego ci brak”, instrumenty klawiszowe w utworach „Władcy marionetek” i „Czego ci brak”, gitara w utworze „Mówią”, gitara basowa w utworach „Reprezentacja” i „Zdrowa dupa” | [ 12 ] |
| DDK RPK – Słowo dla ludzi cz.2: codzienność  | 2011 | wokal w utworze „Schemat” | [ 13 ] |
| HDS – Odbicie codzienności                   | 2012 | gościnnie rap w utworze „Fałsz i zdrada” oraz produkcja utworu „Czego nie stracę” | [ 14 ] |
| Hemp Gru – Braterstwo                        | 2012 | koprodukcja utworów „Uliczna liryka” i „Moja dzielnica” oraz wokal w utworze „Na luzingu” | [ 15 ] |

## Teledyski
| Tytuł                                       | Rok  | Album                          | Źródło |
| ------------------------------------------- | ---- | ------------------------------ | ------ |
| „Twój wybór” (gościnnie: Wilku, Wigor, Doz) | 2001 | „Czas dokonać wyboru” (singel) | [ 16 ] |
| „Tak to wygląda” (gościnnie: WWO)           | 2001 | Świeży materiał                | [ 17 ] |
| „Graffiti” (gościnnie: Deluks)              | 2001 | Świeży materiał                | [ 18 ] |

## Filmografia
| Tytuł                     | Rok  | Uwagi                                                                                                 | Źródło |
| ------------------------- | ---- | --- | ------ |
| „Pionierzy stylu – Włodi” | 2014 | film dokumentalny, realizacja: Michał Kowal, Jacek „Merd” Wszoła, Piotr „Steez” Szulc, Kamil Sołdacki | [ 19 ] |